# Squamocoris fumosus
Squamocoris fumosus är en insektsart som beskrevs av Stonedahl och Schuh 1986. Squamocoris fumosus ingår i släktet Squamocoris och familjen ängsskinnbaggar. Inga underarter finns listade i Catalogue of Life.